# Xã Ninnescah, Quận Cowley, Kansas
Xã Ninnescah (tiếng Anh: Ninnescah Township) là một xã thuộc quận Cowley, tiểu bang Kansas, Hoa Kỳ. Năm 2010, dân số của xã này là 1.050 người.